# رسوایی در بوهم
«رسوایی در بوهم» (انگلیسی: A Scandal in Bohemia) اولین داستان کوتاه و سومین داستان شرلوک هلمز است که توسط آرتور کانن دویل نوشته شده‌است.
در این داستان شخصیت آیرین آدلر معرفی می‌شود.